# 東京海上日動安心110番
東京海上日動安心110番株式会社（とうきょうかいじょうにちどうあんしんひゃくとおばん）は、損害保険の事故受付のコールセンターを運営する東京海上日動火災保険の完全子会社。
東京海上日動火災保険の損害保険契約時の保険事故発生時の連絡について「0120-119-110」の電話番号で24時間受付業務を行い、顧客へのアドバイスや被害者への初期連絡、病院の連絡など各種の手配等を対応する。また、自動車修理業者・レッカー業者等、各種専門業者の情報の提供・斡旋または紹介も行う（契約内容により実費負担となる）。
なお、東京海上グループの日新火災海上保険・イーデザイン損害保険はそれぞれ自社で事故受付のコールセンターを設置しており当社との接点はない。